# 대한민국의 통계청 차장
통계청 차장(統計廳 次長)은 청장을 보좌하는 직위로, 고위공무원단 가등급에 속하는 일반직공무원으로 보한다.

## 임명
- 통계청 차장은 대통령이 임명한다.

## 역할
- 통계청 차장은 청장을 보좌하여 소관사무를 처리하고 소속공무원을 지휘·감독하며, 청장이 사고로 직무를 수행할 수 없으면 그 직무를 대행한다.

## 역대 차장

### 통계청 차장
| 정부        | 대수 | 이름           | 임기                             | 비고 |
| ----------- | ---- | -------------- | -------------------------------- | ---- |
| 노무현 정부 | 초대 | 김민경(金民卿) | 2005년 8월 16일~2007년 12월 31일 |      |
| 노무현 정부 | 2대  | 김해수(金海洙) | 2007년 1월 15일~2008년 3월       |      |
| 이명박 정부 | 3대  | 이동명(李東明) | 2008년 4월 14일~2009년 8월 11일  |      |
| 이명박 정부 | 4대  | 김진규(金珍圭) | 2009년 8월 11일~2011년 4월 26일  |      |
| 이명박 정부 | 5대  | 제정본(諸正本) | 2011년 5월 25일~2013년 4월 19일  |      |
| 박근혜 정부 | 6대  | 정규남(鄭圭南) | 2013년 4월 19일~2017년 10월 23일 |      |
| 문재인 정부 | 7대  | 최성욱         | 2017년 10월 23일~2019년 11월     |      |
| 문재인 정부 | 8대  | 김광섭         | 2019년 11월~2021년 12월          |      |
| 문재인 정부 | 9대  | 강창익         | 2021년 12월~2022년 7월           |      |
| 윤석열 정부 | 10대 | 최연옥         | 2022년 7월~2024년 6월            |      |
| 윤석열 정부 | 11대 | 안형준         | 2024년 8월~2025년 8월 13일       |      |

## 같이 보기
- 통계청
- 통계청장